# 孔敬大學

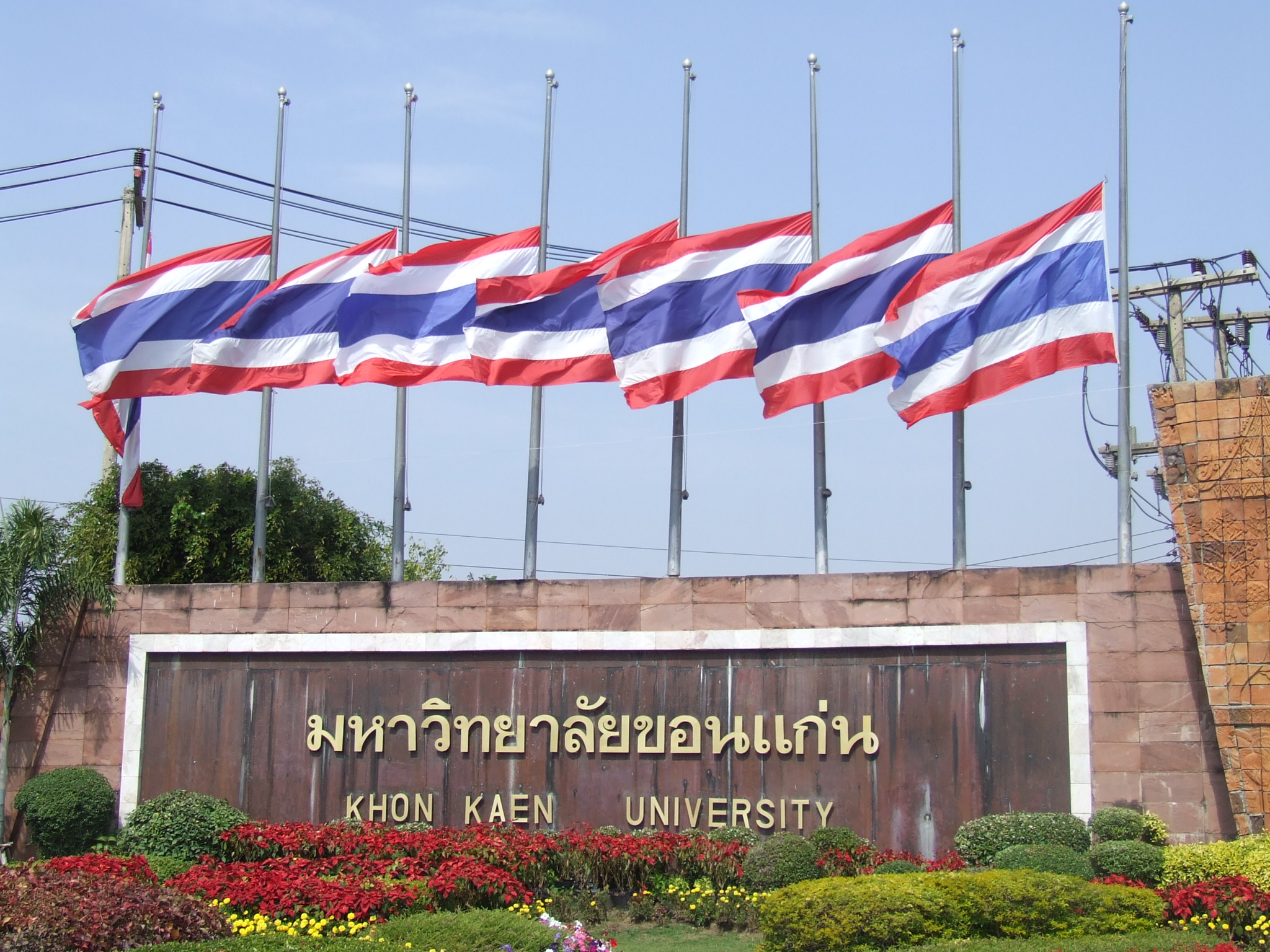
大學校門

孔敬大學，前稱泰國東北大學，創立於1941年開始計劃在烏汶府建造，但由於日本入侵而停止。1965年由當年泰國國王改名為孔敬大學。孔敬大學學生4500名，全職教職員500名，師生比例約1：10，小班教學。8成教師有博士學位。

## 學科院系
孔敬大學由19個學院、4個學院組成，並有一個隸屬於孔敬大學的廊開校區。孔敬大學能夠教授71個專業和330個學科，分為學士學位以下3個學科、105個學士學位學科、26個學士後證書學科、126個碩士或同等學科學科、72個博士學位學科。

### 健康科學組
- 牙醫學院
- 醫學技術學院
- 護理學院
- 醫學院
- 藥學院
- 獸醫學院
- 公共衛生學院

### 科技組
- 農學院
- 技術學院
- 理學院
- 工程學院
- 建築學院
- 計算機學院

### 人文社會科學組
- 法學院
- 工商管理與會計學院
- 人文與社會科學學院
- 美術與應用藝術學院
- 教育學院
- 經濟學院
- 地方政府學院
- 國際學院
- 經營研究學院
- 跨學科研究學院（廊開校區）

## 學生活動中心
- 體育館
- 圖書館
- 電腦室
- 教學大樓

## 校友
- 阿比查邦·魏拉希沙可（Joe）
- 苏格拉瓦·卡那诺（Weir）
- 西莉拉可·鄺（Lingling／鄺玲玲）
- 塔納本·吉塔瀾（Aou Thanaboon）
- 瓦納拉特·拉薩梅拉特 (War Wanarat)